# Lijst van Belgische muntmeestertekens
Dit is een lijst van Belgische muntmeesters en de muntmeestertekens die ze hanteerden.
| Afbeelding | Beschrijving        | Muntmeester               | Beginjaar | Eindjaar | Opmerking              |
| ---------- | ------------------- | ------------------------- | --------- | -------- | ---------------------- |
|            |                     | Charles de Brouckère      | 1832      | 1846     |                        |
|            |                     | Joseph Allard             | 1846      | 1877     |                        |
|            |                     | Alphonse Allard           | 1878      | 1891     |                        |
|            |                     | Baron Joseph Allard       | 1894      | 1931     |                        |
|            |                     | Hector Verhaeghe          | 1931      | 1939     |                        |
|            |                     | Georges Verlinde          | 1939      | 1957     |                        |
|            | Lamskop             | Gaston Lamquet            | 1957      | 1963     |                        |
|            |                     | Georges J. van den Briele | 1963      | 1963     | Waarnemend muntmeester |
|            | Vogel               | Robert Vogeleer           | 1963      | 1987     |                        |
|            | Balans              | Romain Coenen             | 1987      | 2009     |                        |
|            | Ganzenveer          | Serge Lesens              | 2009      | 2012     |                        |
|            | Kat                 | Bernard Gillard           | 2012      | 2016     | Waarnemend muntmeester |
|            | Wapen van Herzele   | Ingrid van Herzele        | 2016      | 2022     |                        |
|            | Aster en erlenmeyer | Giovanni Van de Velde     | 2022      | -        |                        |

## Bron
- Muntmeesters België. Encyclopedie van Munten en Papiergeld. Gearchiveerd op 14 mei 2021. Geraadpleegd op 6 mei 2022.